# Tomasz Dąbrowski (trębacz)

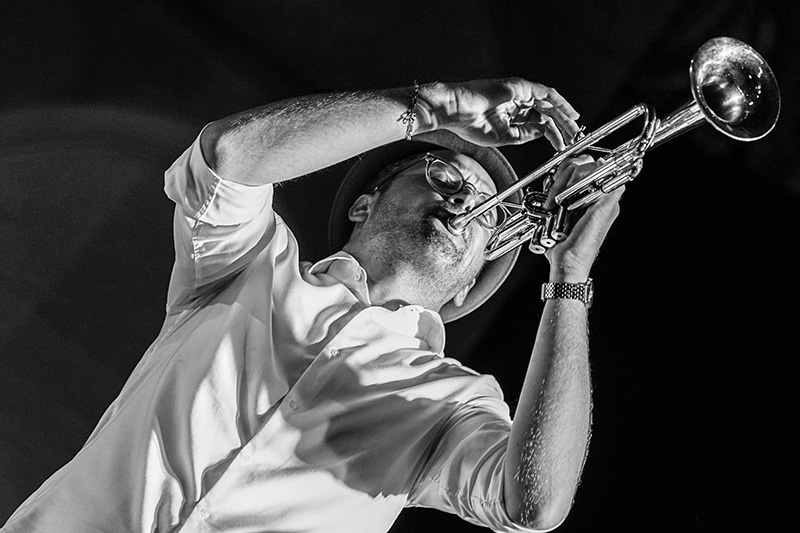
Copenhagen Jazz Festival 2018

Tomasz Dąbrowski (ur. 31 marca 1984 w Iławie) – polski kompozytor i trębacz jazzowy.

## Życiorys
Absolwent Syddansk Musikkonservatorium oraz Rhythmic Music Conservatory w Danii. Współpracował z takimi muzykami, jak np. Tomasz Stańko, Alexander Von Schlippenbach, Evan Parker, Kris Davis, Tyshawn Sorey, Fredrik Lundin, David Murray, Riccardo Del Fra, Michiyo Yagi, Hiroshi Minami, Marilyn Mazur.
Jest członkiem kolektywu muzycznego i wydawnictwa Barefoot Records.
Stypendysta Ministra Kultury i Dziedzictwa Narodowego. Uhonorowany nagrodą Årets Fynske Jazzmusiker 2012 (Jazzowego Muzyka Fionii Roku 2012), przyznaną przez duńską organizację Foreningen af Fynske Jazzmusikere (Stowarzyszenie Muzyków Jazzowych Fionii) w Odense. Przez amerykański magazyn DownBeat uznany za jednego z najbardziej wszechstronnych i ciekawych muzyków europejskich. Znalazł się też na liście 15 najciekawszych europejskich muzyków według magazynu AllAboutJazz. Jego album The Individual Beings został przez magazyn DownBeat uznany za jedną z najlepszych płyt roku 2022. W 2023 dwukrotnie nominowany do Fryderyka.

## Dyskografia

### Autorskie albumy
- 2012: Tomasz Dąbrowski TOM TRIO – „Tom Trio” [ILK]
- 2013: Tomasz Dąbrowski / Tyshawn Sorey Duo – „Steps” (For Tune)
- 2014: Tomasz Dąbrowski TOM TRIO – „Radical Moves” [For Tune]
- 2015: Ocean Fanfare – „Imagine Sound Imagine Silence” [Barefoot]
- 2015: Tomasz Dąbrowski FREE4ARTS – „Six Months & Ten Drops” [Barefoot Records]
- 2015: Tomasz Dąbrowski AD HOC – „Strings” [Airplane, Japan]
- 2016: Tomasz Dąbrowski S-O-L-O – „30th Birthday / 30 Concerts / 30 Cities” [Barefoot Records]
- 2018: Tomasz Dąbrowski AD HOC – „Ninjazz” [For Tune]
- 2019: Ocean Fanfare – „First Nature” [Barefoot Records]
- 2019: Tomasz Dąbrowski FREE4ARTS – „When I Come Across” [Audio Cave]
- 2022: Tomasz Dąbrowski – „The Individual Beings” [April Records]

### Gościnny udział
- 2010: OFF QUAR TET – „OFF QUAR TET”
- 2010: Kenneth Knudsen Group feat. Gilad Hekselman – „Strings Attached”
- 2010: Magnolia Acoustic Quartet
- 2011: Tomasz Licak / Artur Tuźnik Quintet feat. Anders Mogensen – „Quintet”
- 2012: Kenneth Dahl Knudsen – „Clockstopper”
- 2012: Tomasz Licak – „Trouble Hunting”
- 2013: Hunger Pangs – „Meet Meat” [For Tune]
- 2013: Magnolia Acoustic Quartet feat. Obara & Dabrowski – „Boozer”
- 2013: Kasper Tom 5 – „Ost Bingo Skruer” [Barefoot Records]
- 2014: Pulsarus – „Bee Itch”
- 2014: Copenhagen Art Ensamble – „Reutersward” [ILK]
- 2015: Bartłomiej Oleś & Tomasz Dąbrowski – „Chapters”
- 2016: Lars Fiil FIIL FREE – „Everything Is A Translation” [Riilbar]
- 2016: Living Things – „Upwing Circles” [Barefoot Records]
- 2016: Asger Thomsen – „Den Polyvalente Hjelm”
- 2016: Kenneth Dahl Knudsen Orchestra – „We’ll Meet In The Rain” [Two Rivers]
- 2017: Lars Fiil FIIL FREE – „Everything Is A Translation”
- 2017: Morten Pedersen 5tet – „Sammensurium” [Barefoot Records]
- 2017: Wojciech Pulcyn – „Tribute to Charlie Haden”
- 2018: Fredrik Lundin – „5 Go Adventuring Again” [Stunt]
- 2018: FUSK – „The Jig is Up” [Barefoot Records]
- 2018: Tomasz Dąbrowski & Jacek Mazurkiewicz – „Basement Music”
- 2018: Irek Wojtczak Quintet – „Play It Again”
- 2018: Riccardo Del Fra Group feat. Kurt Rosenwinkel – „Moving People” [Cristal Records]
- 2018: „Suite for Trumpet, Trombone and String Orchestra”
- 2019: Maluba Orchestra feat. Marilyn Mazur, Fredrik Lundin i Kasper Bai [Stunt Records]
- 2019: Seed – „Friends”
- 2020: Hunger Pangs – „II” [Audio Cave]
- 2020: Lars Fiil FIIL FREE – „Under Overfladen”
- 2020: Bovska – „Sorrento”